# 覚恵 (真言宗)
覚恵（かくえ、仁平元年〈1151年〉 - 元暦元年10月17日〈1184年11月21日〉）は、平安時代末期の皇族・真言僧。

## 略歴
崇徳天皇の第五皇子で、母は三河権守源師経（村上源氏）の娘。重仁親王の異母弟。宮法印と呼ばれた。
応保2年（1162年）仏門に入り叔父覚性法親王のもとに入室。法名は初め元性と称し、その後覚恵と改めた。
仁安4年（1169年）2月に仁和寺観音院において灌頂を受けた後、同寺華蔵院に住し、法印に叙された。
和歌に秀で、『月詣和歌集』（2首）・『万代和歌集』（2首）・『山家集』（1首）等、各種和歌集に入集している。